# Dorische Notierung
Als dorische Notierung, dorische Notation oder dorische Vorzeichnung bezeichnet man eine im frühen 18. Jahrhundert übliche Notierung der Molltonarten mit ♭-Vorzeichnung, bei der in der Generalvorzeichnung ein ♭ fehlt: d-Moll wird also ohne Vorzeichen notiert, g-Moll mit einem ♭, c-Moll mit zweien, das um diese Zeit noch sehr seltene f-Moll mit dreien. Das jeweils fehlende Versetzungszeichen wird vor den jeweiligen Noten im Verlauf des Notentextes nachgetragen. Analog dazu sind die Bezeichnungen lydische Notierung, lydische Notation oder lydische Vorzeichnung für Durtonarten geprägt worden. Da kein historischer Bezug zum Lydischen und allenfalls ein lockerer Bezug zum Dorischen existiert, werden die Bezeichnungen „lydische Notierung“ usw. meistens, „dorische Notierung“ usw. oft in Anführungszeichen gesetzt. Moderne Herausgeber passen die originalen Tonartvorzeichnungen häufig stillschweigend dem heutigen Gebrauch an.

„Dorische Notierung“

Johann Sebastian Bach hat bei seiner spätestens 1717 entstandenen Orgelbearbeitung (BWV 596) des 11. Konzerts aus Antonio Vivaldis L'estro armonico (1711) die originale d-Moll-Vorzeichnung in eine „dorische Notierung“ umgewandelt.

Erste Seite des Autographs von Bachs Concerto in d-Moll nach Vivaldi (BWV 596). Alle Stimmen sind zeittypisch im Altschlüssel notiert.

BWV 596: Bachs originale Notierung, aber in moderne Schlüssel übertragen. Versetzungszeichen gelten nur für eine einzelne Note. Damalige Orgeln hatten kein d^{3}, daher notiert Bach eine Oktave tiefer und schreibt eine 4'-Registrierung vor.

BWV 596 in moderner Notierung

Seite 44 des Erstdrucks von Georg Philipp Telemanns Getreuem Musikmeister: Beginn der Fagottsonate f-Moll TWV 41: f 1 in „dorischer Notierung“. Vorgezeichnet sind fünf : die für b und as werden auf den eine Oktave tiefer liegenden Linien wiederholt; das Vorzeichen für des fehlt (vgl. den 7. Takt).

Die Ursachen dieser Notationsgewohnheit sind nicht völlig klar. Das moderne Tonartensystem begann um 1700 die früheren Modi allmählich zu verdrängen. In der „dorischen Notierung“ ist daher sicherlich eine Erinnerung an das Dorisch des 17. Jahrhunderts bewahrt, das mit dem Grundton d ohne Generalvorzeichnung oder transponiert mit dem Grundton g und einfacher ♭-Vorzeichnung auftreten konnte. Schon im Lauf des 17. Jahrhunderts hatte es seine charakteristischen Umrisse weitgehend verloren (etwa die typische Melodieführung vom Grundton über die Quint zur kleinen Sept); traditionelle 6. Stufe (h bzw. e) und erniedrigte 6. Stufe (b bzw. es) wurden nebeneinander verwendet, so dass ein Unterschied  zum späteren d-Moll und g-Moll immer weniger auszumachen war. Es ist daher nicht erstaunlich, dass Relikte des ursprünglichen Dorisch in „dorisch notierten“ Kompositionen des frühen 18. Jahrhunderts allenfalls zufällig auftreten.
Andererseits scheint es ein Bedürfnis nach einer Reduktion der für viele Musiker noch ungewohnten Generalvorzeichnungen gegeben zu haben. Auch Dur-Tonarten erscheinen mit reduzierter Vorzeichnung. Im Erstdruck von Georg Philipp Telemanns Kleiner Cammermusic (1716) etwa sind in der Partita 6 in Es-Dur nur zwei ♭ vorgezeichnet. In Analogie zur „dorischen Notierung“ wird dieses nicht seltene Phänomen manchmal „lydische Notierung“ genannt. Eine Beziehung zum Lydisch des 17. Jahrhunderts ist allerdings ausgeschlossen; diese Tonart wurde seit der Renaissance überwiegend mit einem ♭ vorgezeichnet und ähnelte daher stark dem heutigen F-Dur; die einstmals charakteristische übermäßige 4. Stufe war praktisch in Vergessenheit geraten. Vereinzelt finden sich auch Kompositionen in Kreuztonarten, deren Generalvorzeichnung ein Vorzeichen fehlt, etwa Arcangelo Corellis Triosonate E-Dur op. 4 Nr. 6, die im Erstdruck mit drei Kreuzen notiert ist. Eine Begriffskonstruktion „mixolydische Notation“ scheint allerdings nie versucht worden zu sein.
Wie sehr die „dorische Notierung“ ein zwar weit verbreitetes, aber vorübergehendes Phänomen ohne strukturelle Bedeutung für die Komposition war, zeigt die früheste überlieferte Fassung des ersten Teils von Bachs Wohltemperiertem Klavier (vor 1722): dort sind nur Präludium und Fuge in c-Moll „dorisch“ notiert, aber weder die Stücke in d-Moll und g-Moll noch die in den ungewohnteren Tonarten f-Moll, b-Moll und es-Moll. Im Autograph der endgültigen Fassung (1722) erscheinen auch die c-Moll-Stücke in der modernen Notation mit drei b.
Vereinzelt finden sich noch in der zweiten Hälfte des 18. Jahrhunderts „dorisch“ notierte Kompositionen, etwa Joseph Haydns c-Moll-Sonate Hob. XVI: 20 (1771), oder das in c-Moll stehende Trio aus dem Menuet seines Streichquartetts C-Dur op. 9 Nr. 1 (Hob. III: 19, ca. 1770).

## Belege
1. ↑  Vgl. Bernhard Meier, Alte Tonarten: dargestellt an der Instrumentalmusik des 16. und 17. Jahrhunderts. Kassel usw. (Bärenreiter) 1992 ISBN 3-7618-1053-9, v. a. S. 52 ff., 62 f.
2. ↑  Vgl. Neue Bachausgabe Serie V Band 6.1 Das wohltemperierte Klavier I, S. 130–133
3. ↑  Joseph Haydn, Sämtliche Klaviersonaten. Kritische Anmerkungen, herausgegeben von Christa Landon. Wien 1982 (Wiener Urtext Edition) S. 42
4. ↑  Joseph Haydn, Werke, Reihe XII, Band 2: Streichquartette „op. 9“ und „op. 17“, herausgegeben von Georg Feder (Henle Verlag) 1963